# Miss Slovenije 1990
Miss Slovenije 1990 je bilo lepotno tekmovanje, ki je bilo 30. junija 1990 v dvorani Tabor v Mariboru.
Na razpis revije Kaj se je prijavilo 36 deklet, na štirih polfinalnih tekmovanjih so izbrali 12 finalistk. Voditelja sta bila Miša Molk in Stojan Auer. 
Tekmovalke so se predstavile v športnih oblačilih, večernih oblekah in kopalkah. Zmagovalka je dobila avto Opel Kadett od slovensko-avstrijskega podjetja Auer Auto, žezlo in krono pa ji je predala prejšnja zmagovalka Anka Kocmur.

### Uvrstitve
- zmagovalka Vesna Musić, Velenje
- 1. spremljevalka Lilijana Banfić iz Velenja
- 2. spremljevalka Saša Bem iz Ljubljane

Vir

## Miss Jugoslavije 1990
Na tekmovanju za Miss Jugoslavije (Yu miss) v organizaciji sarajevskega Asa v splitski športni dvorani Gripe je Musićeva postala spremljevalka zmagovalke 19 letni študentki z Reke, Ivoni Brnelić. Še ena spremljevalka je bila Zorica Vasojević iz Sarajeva.